# Atletismo nos Jogos Olímpicos de Verão de 2024 - 100 m feminino

Vídeo Oficial

A competição dos 100 metros feminino do atletismo nos Jogos Olímpicos de Verão de 2024 ocorreu em 2 e 3 de agosto de 2024 no Stade de France, em Paris. 
Esta foi a vigésima terceira vez que os 100 metros femininos foram disputados nas Olimpíadas de Verão. Um total de 40 atletas se classificaram para o evento pelo índice olímpico ou pelo ranking. Julien Alfred ganhou a primeira medalha olímpica de Santa Lúcia após levar o ouro na final.

## Resumo
Havia muitas candidatas a favoritas nos 100 metros femininos, mas a bicampeã olímpica Elaine Thompson-Herah não conseguiu defender seus títulos olímpicos de 2016 e 2020, pois uma lesão no tendão de Aquiles a forçou a se retirar das seletivas olímpicas da Jamaica, não permitindo que ela se classificasse para esses jogos. A medalhista de bronze da prova da Olimpíadas de Tóquio Shericka Jackson desistiu após sofrer uma cãibra em uma corrida de preparação na Hungria, optando competir apenas nos 200 metros. A norte-americana Jacious Sears, que manteve o tempo mais rápido do ano por mais de dois meses, se machucou durante uma competição e não pôde participar das seletivas americanas, a competição que daria a vaga para os Jogos Olímpicos.
A atual campeã mundial, Sha'Carri Richardson venceu as seletivas americanas. A jovem Tia Clayton venceu as seletivas jamaicanas, ficando à frente de bicampeã olímpica Shelly-Ann Fraser-Pryce de 37 anos. A quarta colocada nas últimas Olimpíadas, Marie Josée Ta Lou-Smith, estava mais uma vez entre as postulantes ao título. Outra atleta que figurava entre as favoritas era a campeã mundial indoor dos 60 m Julien Alfred.
Houve uma rodada preliminar inicial para dar uma chance de competir às atletas que representavam países que não tiveram corredoras classificadas para a competição. Nenhuma das classificadas nas preliminares avançou para mais uma rodada. As veteranas correram rápido na primeira rodada, Ta Lou-Smith teve o tempo mais rápido com 10s87. Shelly-Ann Fraser-Pryce e Daryll Neita fizeram 10s92, ficando empatadas com o segundo tempo mais rápido. Nas semifinais, Fraser-Pryce não compareceu à linha de largada devido a uma lesão não revelada. Alfred teve o tempo de qualificação mais rápido, 10s84, Richardson e Clayton dividiram o segundo melhor tempo, com 10s89.
Na final, Alfred começou rápido, assumindo a liderança nos primeiros 10 metros. Ao lado dela, Richardson teve um reação de apenas 0s221, colocando-a em último lugar nos primeiros metros. Conforme Alfred aumentava a sua liderança, uma fileira de perseguidores se formou na pista; Mujinga Kambundji, Clayton, Melissa Jefferson e Neita. Ta Lou-Smith sentiu algo e pararia de correr a 40 metros do fim. Richardson, em um corrida de recuperação, foi ultrapassando as adversárias mas não conseguiu alcançar Alfred, uma vez que diferença já era grande demais. Mesmo dando uma relaxada nos últimos três passos, Alfred garantiu a vitória e obteve um novo recorde pessoal, 10s72, sendo a primeira medalha olímpica para Santa Lúcia. Melissa Jefferson fechou o pódio, obtendo a terceira posição.

## Histórico
Os 100 metros feminino estão presentes no programa de atletismo olímpico desde 1928. É a corrida de 100 metros mais prestigiada em nível de elite e é a competição de corrida rápida mais curta nas Olimpíadas.
| Tipo                | Atleta                         | Tempo (s) | Local                        | Data                |
| ------------------- | ------------------------------ | --------- | ---------------------------- | ------------------- |
| Recorde mundial     | Florence Griffith-Joyner (USA) | 10,49     | Indianápolis, Estados Unidos | 16 de julho de 1988 |
| Recorde olímpico    | Elaine Thompson-Herah (JAM)    | 10,61     | Tóquio, Japão                | 31 de julho de 2021 |
| Melhor marca do ano | Sha'Carri Richardson (USA)     | 10,71     | Eugene, Estados Unidos       | 22 de junho de 2024 |

| Área                               | Atleta                         | Tempo (s) |
| ---------------------------------- | ------------------------------ | --------- |
| África                             | Marie-Josée Ta Lou (CIV)       | 10,72     |
| Ásia                               | Li Xuemei (CHN)                | 10,79     |
| Europa                             | Christine Arron (FRA)          | 10,73     |
| América do Norte, Central e Caribe | Florence Griffith-Joyner (USA) | 10,49     |
| Oceania                            | Zoe Hobbs (NZL)                | 10,96     |
| América do Sul                     | Rosângela Santos (BRA)         | 10,91     |

## Qualificação
Para o evento feminino de 100 metros, o período de qualificação foi entre 1 de julho de 2023 e 30 de junho de 2024. 48 atletas se classificaram para o evento, com um máximo de três atletas por nação. A atleta poderia garantir sua vaga para a prova se atingisse o índice olímpico de 11s07 ou pelo Ranking Mundial de Atletismo. Além disso, vagas universais foram dadas aos CONs que não tinham atletas qualificados em nenhum outro evento.

## Resultados

### Rodada preliminar
A rodada preliminar foi realizada em 2 de agosto, começando às 10:35 (UTC+2) da manhã. As três primeiras de cada bateria (Q) e os cinco mais rápidas (q) avançariam para a primeira rodada.

#### Bateria 1
| Pos.   | Raia   | Atleta                | CON               | Tempo          | Notas                |
| ------ | ------ | --------------------- | ----------------- | -------------- | -------------------- |
| 1      | 4      | Natacha Ngoye         | CGO Congo         | 11,34          | Q                    |
| 2      | 5      | Alessandra Gasparelli | SMR San Marino    | 11,62          | Q                    |
| 3      | 8      | Xenia Hiebert         | PAR Paraguai      | 11,77          | Q                    |
| 4      | 3      | Valentina Meredova    | TKM Turcomenistão | 12,01          | q,                   |
| 5      | 9      | Samira Awali Boubacar | NIG Níger         | 12,06          | Recorde pessoal      |
| 6      | 2      | Silina Pha Aphay      | LAO Laos          | 12,45          | Recorde da temporada |
| 7      | 6      | Sydney Francisco      | PLW Palau         | 13,15          |                      |
| 8      | 7      | Salam Bouha Ahamdy    | MTN Mauritânia    | 13,71          | Recorde pessoal      |
| —      | 1      | Lucia Morris          | SSD Sudão do Sul  | DNF            |                      |
| Fonte: | Fonte: | Fonte:                | Fonte:            | Vento: 0,0 m/s | Vento: 0,0 m/s       |

#### Bateria 2
| Pos.   | Raia   | Atleta                 | CON                        | Tempo          | Notas                |
| ------ | ------ | ---------------------- | -------------------------- | -------------- | -------------------- |
| 1      | 7      | Trần Thị Nhi Yến       | VIE Vietnã                 | 11,81          | Q                    |
| 2      | 6      | Halle Hazzard          | GRN Granada                | 11,88          | Q                    |
| 3      | 4      | Zhang Bo-ya            | TPE Taipé Chinês           | 11,99          | Q                    |
| 4      | 5      | Regine Tugade-Watson   | GUM Guam                   | 12,02          | q                    |
| 5      | 2      | Lika Kharchilava       | GEO Geórgia                | 12,37          |                      |
| 6      | 9      | Faiqa Riaz             | PAK Paquistão              | 12,49          | Recorde pessoal      |
| 7      | 8      | Mazoon Al-Alawi        | OMA Omã                    | 12,58          | Recorde da temporada |
| 8      | 3      | Filomenaleonisa Iakopo | ASA Samoa Americana        | 12,78          | Recorde nacional     |
| 9      | 1      | Mariam Kareem          | UAE Emirados Árabes Unidos | 13,26          | Recorde pessoal      |
| Fonte: | Fonte: | Fonte:                 | Fonte:                     | Vento: 0,0 m/s | Vento: 0,0 m/s       |

#### Bateria 3
| Pos.   | Raia   | Atleta             | CON                     | Tempo           | Notas           |
| ------ | ------ | ------------------ | ----------------------- | --------------- | --------------- |
| 1      | 9      | Gorete Semedo      | STP São Tomé e Príncipe | 11,44           | Q               |
| 2      | 6      | Guadalupe Torrez   | BOL Bolívia             | 11,60           | Q               |
| 3      | 2      | Leonie Beu         | PNG Papua-Nova Guiné    | 11,63           | Q,              |
| 4      | 1      | María Carmona      | NCA Nicarágua           | 11,88           | q,              |
| 5      | 7      | Safiatou Acquaviva | GUI Guiné               | 11,97           | q,              |
| 6      | 5      | Chloe David        | VAN Vanuatu             | 12,44           | Recorde pessoal |
| 7      | 3      | Shahd Ashraf       | QAT Catar               | 12,53           | Recorde pessoal |
| 8      | 4      | Alisar Youssef     | SYR Síria               | 12,93           | Recorde pessoal |
| 9      | 8      | Kimia Yousofi      | AFG Afeganistão         | 13,42           |                 |
| Fonte: | Fonte: | Fonte:             | Fonte:                  | Vento: +1,1 m/s | Vento: +1,1 m/s |

#### Bateria 4
| Pos.   | Raia   | Atleta                  | CON                       | Tempo           | Notas           |
| ------ | ------ | ----------------------- | ------------------------- | --------------- | --------------- |
| 1      | 9      | Zahria Allers-Liburd    | SKN São Cristóvão e Neves | 11,73           | Q               |
| 2      | 8      | Asimenye Simwaka        | MAW Malawi                | 11,78           | Q               |
| 3      | 6      | Mariandrée Chacón       | GUA Guatemala             | 11,90           | Q               |
| 4      | 1      | Georgiana Sesay         | SLE Serra Leoa            | 11,99           | q               |
| 5      | 5      | Naomi Akakpo            | TOG Togo                  | 12,34           | Recorde pessoal |
| 6      | 7      | Marie-Charlotte Gastaud | MON Mônaco                | 12,41           | Recorde pessoal |
| 7      | 2      | Sefora Ada Eto          | GEQ Guiné Equatorial      | 13,63           | Recorde pessoal |
| 8      | 4      | Temalini Manatoa        | TUV Tuvalu                | 14,04           | Recorde pessoal |
| 9      | 3      | Sharon Firisua          | SOL Ilhas Salomão         | 14,31           | Recorde pessoal |
| Fonte: | Fonte: | Fonte:                  | Fonte:                    | Vento: +0,2 m/s | Vento: +0,2 m/s |

### Primeira rodada
A primeira rodada foi realizada em 2 de agosto, começando às 11h50 (UTC+2) da manhã. As três primeiras de cada bateria (Q) e as três mais rápidas (q) avançariam para as semifinais.

#### Bateria 1
| Pos.   | Raia   | Atleta                 | CON                | Tempo           | Notas           |
| ------ | ------ | ---------------------- | ------------------ | --------------- | --------------- |
| 1      | 6      | Sha'Carri Richardson   | USA Estados Unidos | 10,94           | Q               |
| 2      | 8      | Patrizia Van Der Weken | LUX Luxemburgo     | 11,14           | Q               |
| 3      | 7      | Bree Masters           | AUS Austrália      | 11,26           | Q,              |
| 4      | 5      | Jacqueline Madogo      | CAN Canadá         | 11,27           |                 |
| 5      | 3      | Lorène Dorcas Bazolo   | POR Portugal       | 11,38           |                 |
| 6      | 9      | Tristan Evelyn         | BAR Barbados       | 11,55           |                 |
| 7      | 4      | Trần Thị Nhi Yến       | VIE Vietnã         | 11,79           |                 |
| 8      | 1      | Asimenye Simwaka       | MAW Malawi         | 11,91           |                 |
| 9      | 2      | Thelma Davies          | LBR Libéria        | 12,05           |                 |
| Fonte: | Fonte: | Fonte:                 | Fonte:             | Vento: +0,1 m/s | Vento: +0,1 m/s |

#### Bateria 2
| Pos.   | Raia   | Atleta                | CON                     | Tempo           | Notas           |
| ------ | ------ | --------------------- | ----------------------- | --------------- | --------------- |
| 1      | 9      | Julien Alfred         | LCA Santa Lúcia         | 10,95           | Q               |
| 2      | 6      | Zoe Hobbs             | NZL Nova Zelândia       | 11,08           | Q,              |
| 3      | 2      | Zaynab Dosso          | ITA Itália              | 11,30           | Q               |
| 4      | 4      | Michelle-Lee Ahye     | TTO Trinidad e Tobago   | 11,33           |                 |
| 5      | 8      | Yunisleidy García     | CUB Cuba                | 11,37           |                 |
| 6      | 1      | Gorete Semedo         | STP São Tomé e Príncipe | 11,43           |                 |
| 7      | 5      | Olivia Fotopoulou     | CYP Chipre              | 11,50           |                 |
| 8      | 7      | Destiny Smith-Barnett | LBR Libéria             | 11,99           |                 |
| 9      | 3      | Georgiana Sesay       | SLE Serra Leoa          | 12,15           |                 |
| Fonte: | Fonte: | Fonte:                | Fonte:                  | Vento: -0,8 m/s | Vento: -0,8 m/s |

#### Bateria 3
| Pos.   | Raia   | Atleta                | CON                | Tempo           | Notas                |
| ------ | ------ | --------------------- | ------------------ | --------------- | -------------------- |
| 1      | 3      | Daryll Neita          | GBR Grã-Bretanha   | 10,92           | Q,                   |
| 2      | 9      | Melissa Jefferson     | USA Estados Unidos | 10,96           | Q                    |
| 3      | 4      | Boglárka Takács       | HUN Hungria        | 11,10           | Q,                   |
| 4      | 5      | Karolína Maňasová     | CZE Chéquia        | 11,11           | q,                   |
| 5      | 1      | Gémima Joseph         | FRA França         | 11,13           |                      |
| 6      | 6      | Ella Connolly         | AUS Austrália      | 11,29           |                      |
| 7      | 8      | Magdalena Stefanowicz | POL Polônia        | 11,47           |                      |
| 8      | 2      | Guadalupe Torrez      | BOL Bolívia        | 11,68           |                      |
| 9      | 7      | Zhang Bo-ya           | TPE Taipé Chinês   | 11,88           | Recorde da temporada |
| Fonte: | Fonte: | Fonte:                | Fonte:             | Vento: +1,5 m/s | Vento: +1,5 m/s      |

#### Bateria 4
| Pos.   | Raia   | Atleta                | CON                 | Tempo           | Notas            |
| ------ | ------ | --------------------- | ------------------- | --------------- | ---------------- |
| 1      | 4      | Audrey Leduc          | CAN Canadá          | 10,95           | Q,               |
| 2      | 8      | Tia Clayton           | JAM Jamaica         | 11,00           | Q                |
| 3      | 1      | Imani Lansiquot       | GBR Grã-Bretanha    | 11,10           | Q                |
| 4      | 6      | Maboundou Koné        | CIV Costa do Marfim | 11,17           | =                |
| 5      | 5      | Julia Henriksson      | SWE Suécia          | 11,26           |                  |
| 6      | 9      | Ge Manqi              | CHN China           | 11,45           |                  |
| 7      | 2      | Alessandra Gasparelli | SMR San Marino      | 11,54           | Recorde nacional |
| 8      | 3      | Vitória Cristina Rosa | BRA Brasil          | 12,02           |                  |
| 9      | 7      | Safiatou Acquaviva    | GUI Guiné           | 12,07           |                  |
| Fonte: | Fonte: | Fonte:                | Fonte:              | Vento: +1,2 m/s | Vento: +1,2 m/s  |

#### Bateria 5
| Pos.   | Raia   | Atleta               | CON                  | Tempo           | Notas           |
| ------ | ------ | -------------------- | -------------------- | --------------- | --------------- |
| 1      | 3      | Ewa Swoboda          | POL Polônia          | 10,99           | Q,              |
| 2      | 2      | Dina Asher-Smith     | GBR Grã-Bretanha     | 11,01           | Q               |
| 3      | 5      | Rosemary Chukwuma    | NGR Nigéria          | 11,26           | Q               |
| 4      | 6      | Ana Carolina Azevedo | BRA Brasil           | 11,32           |                 |
| 5      | 7      | Géraldine Frey       | SUI Suíça            | 11,34           |                 |
| 6      | 4      | Ángela Tenorio       | ECU Equador          | 11,35           |                 |
| 7      | 8      | Farzaneh Fasihi      | IRI Irã              | 11,51           |                 |
| 8      | 1      | Leonie Beu           | PNG Papua-Nova Guiné | 11,73           |                 |
| 9      | 9      | Mariandrée Chacón    | GUA Guatemala        | 12,06           |                 |
| Fonte: | Fonte: | Fonte:               | Fonte:               | Vento: +1,0 m/s | Vento: +1,0 m/s |

#### Bateria 6
| Pos.   | Raia   | Atleta               | CON                       | Tempo           | Notas                |
| ------ | ------ | -------------------- | ------------------------- | --------------- | -------------------- |
| 1      | 5      | Twanisha Terry       | USA Estados Unidos        | 11,15           | Q                    |
| 2      | 3      | Shashalee Forbes     | JAM Jamaica               | 11,19           | Q                    |
| 3      | 4      | Leah Bertrand        | TTO Trinidad e Tobago     | 11,27           | Q                    |
| 4      | 1      | Salomé Kora          | SUI Suíça                 | 11,35           |                      |
| 5      | 6      | Cecilia Tamayo-Garza | MEX México                | 11,39           |                      |
| 6      | 8      | Viktória Forster     | SVK Eslováquia            | 11,44           | Recorde da temporada |
| 7      | 7      | Lotta Kemppinen      | FIN Finlândia             | 11,56           |                      |
| 8      | 2      | Zahria Allers-Liburd | SKN São Cristóvão e Neves | 11,89           |                      |
| 9      | 9      | María Carmona        | NCA Nicarágua             | 12,00           |                      |
| Fonte: | Fonte: | Fonte:               | Fonte:                    | Vento: -0,4 m/s | Vento: -0,4 m/s      |

#### Bateria 7

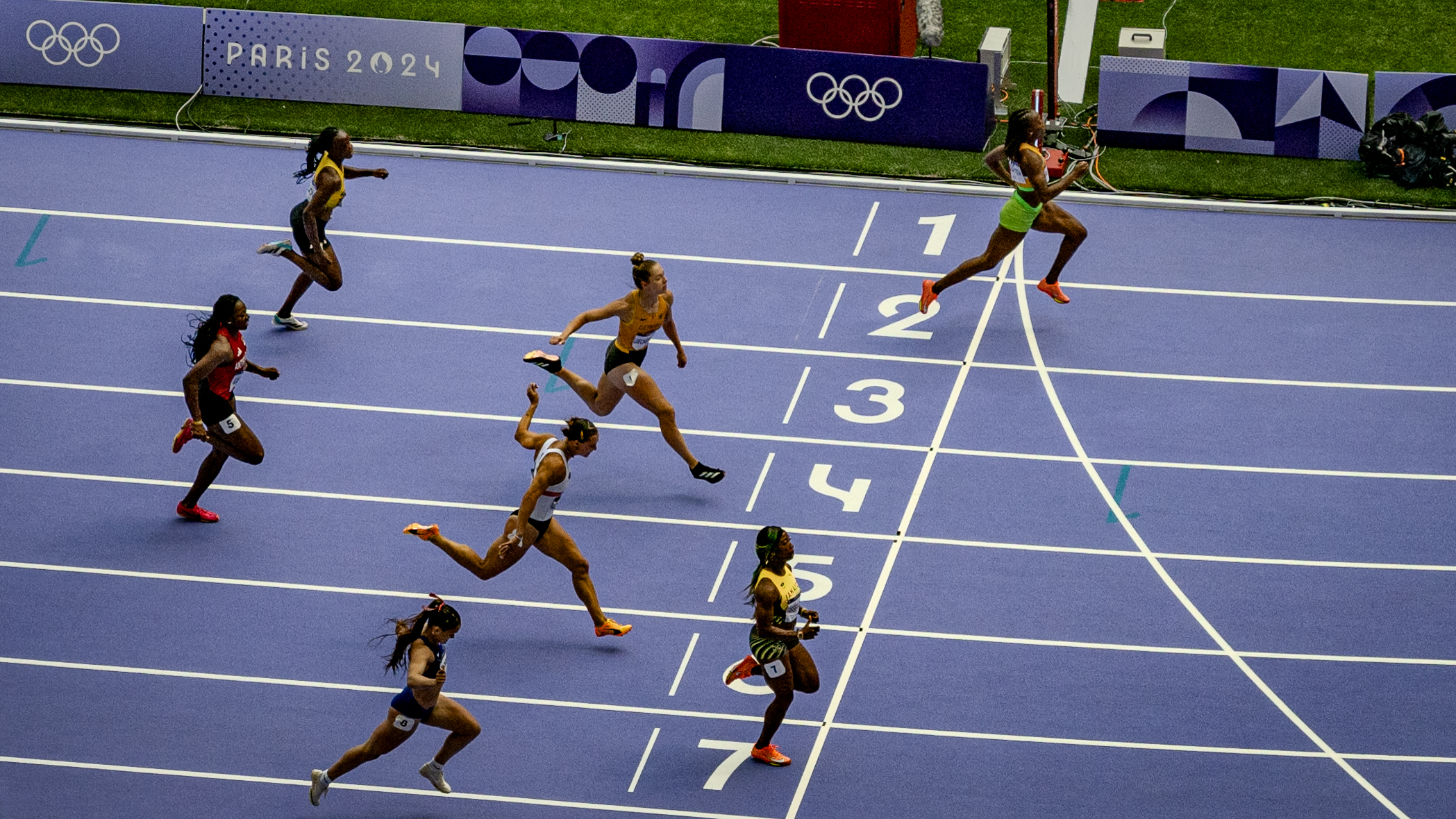
Bateria 8

| Pos.   | Raia   | Atleta                  | CON           | Tempo           | Notas           |
| ------ | ------ | ----------------------- | ------------- | --------------- | --------------- |
| 1      | 1      | Gina Bass-Bittaye       | GAM Gâmbia    | 11,01           | Q               |
| 2      | 4      | Mujinga Kambundji       | SUI Suíça     | 11,05           | Q               |
| 3      | 6      | Delphine Nkansa         | BEL Bélgica   | 11,20           | Q, =            |
| 4      | 5      | Polyniki Emmanouilidou  | GRE Grécia    | 11,25           |                 |
| 5      | 7      | Rebekka Haase           | GER Alemanha  | 11,28           |                 |
| 6      | 3      | Tima Seikeseye Godbless | NGR Nigéria   | 11,33           |                 |
| 7      | 8      | Veronica Shanti Pereira | SGP Singapura | 11,63           |                 |
| 8      | 2      | Halle Hazzard           | GRN Granada   | 11,70           |                 |
| 9      | 9      | Xenia Hiebert           | PAR Paraguai  | 11,82           |                 |
| Fonte: | Fonte: | Fonte:                  | Fonte:        | Vento: -0,2 m/s | Vento: -0,2 m/s |

#### Bateria 8
| Pos.   | Raia   | Atleta                   | CON                   | Tempo           | Notas                |
| ------ | ------ | ------------------------ | --------------------- | --------------- | -------------------- |
| 1      | 2      | Marie-Josée Ta Lou-Smith | CIV Costa do Marfim   | 10,87           | Q,                   |
| 2      | 7      | Shelly-Ann Fraser-Pryce  | JAM Jamaica           | 10,92           | Q                    |
| 3      | 4      | Gina Lückenkemper        | GER Alemanha          | 11,08           | Q                    |
| 4      | 6      | Rani Rosius              | BEL Bélgica           | 11,10           | q,                   |
| 5      | 8      | Gladymar Torres          | PUR Porto Rico        | 11,12           | q,                   |
| 6      | 3      | Natacha Ngoye            | CGO Congo             | 11,36           |                      |
| 7      | 5      | Joella Lloyd             | ANT Antígua e Barbuda | 11,37           |                      |
| 8      | 1      | Regine Tugade-Watson     | GUM Guam              | 11,87           |                      |
| 9      | 9      | Valentina Meredova       | TKM Turcomenistão     | 11,95           | Recorde da temporada |
| Fonte: | Fonte: | Fonte:                   | Fonte:                | Vento: +0,8 m/s | Vento: +0,8 m/s      |

### Semifinais
As semifinais foram realizadas em 3 de agosto, começando às 19:50 (UTC+2) da noite. Os dois primeiros de cada bateria (Q) e os dois mais rápidos (q) avançariam para a final.
| Pos.   | Raia   | Atleta                   | CON                 | Tempo           | Notas           |
| ------ | ------ | ------------------------ | ------------------- | --------------- | --------------- |
| 1      | 4      | Melissa Jefferson        | USA Estados Unidos  | 10,99           | Q               |
| 2      | 7      | Marie Josée Ta Lou-Smith | CIV Costa do Marfim | 11,01           | Q               |
| 3      | 8      | Mujinga Kambundji        | SUI Suíça           | 11,05           | q               |
| 4      | 6      | Ewa Swoboda              | POL Polônia         | 11,08           |                 |
| 5      | 5      | Dina Asher-Smith         | GBR Grã-Bretanha    | 11,10           |                 |
| 6      | 3      | Shashalee Forbes         | JAM Jamaica         | 11,20           |                 |
| 7      | 9      | Boglárka Takács          | HUN Hungria         | 11,26           |                 |
| 8      | 2      | Rani Rosius              | BEL Bélgica         | 11,29           |                 |
| 9      | 1      | Zaynab Dosso             | ITA Itália          | 11,34           |                 |
| Fonte: | Fonte: | Fonte:                   | Fonte:              | Vento: +0,1 m/s | Vento: +0,1 m/s |

#### Bateria 2
| Pos.   | Raia   | Atleta                   | CON                | Tempo           | Notas           |
| ------ | ------ | ------------------------ | ------------------ | --------------- | --------------- |
| 1      | 6      | Julien Alfred            | LCA Santa Lúcia    | 10,84           | Q               |
| 2      | 7      | Sha'Carri Richardson     | USA Estados Unidos | 10,89           | Q               |
| 3      | 4      | Gina Mariam Bass Bittaye | GAM Gâmbia         | 11,10           |                 |
| 4      | 8      | Patrizia van der Weken   | LUX Luxemburgo     | 11,13           |                 |
| 5      | 3      | Imani-Lara Lansiquot     | GBR Grã-Bretanha   | 11,21           |                 |
| 6      | 9      | Gladymar Torres          | PUR Porto Rico     | 11,33           |                 |
| 7      | 2      | Bree Masters             | AUS Austrália      | 11,34           |                 |
| 8      | 1      | Rosemary Chukwuma        | NGR Nigéria        | 11,39           |                 |
| —      | 5      | Shelly-Ann Fraser-Pryce  | JAM Jamaica        | DNS             |                 |
| Fonte: | Fonte: | Fonte:                   | Fonte:             | Vento: -0,1 m/s | Vento: -0,1 m/s |

#### Bateria 3
| Pos.   | Raia   | Atleta            | CON                   | Tempo           | Notas           |
| ------ | ------ | ----------------- | --------------------- | --------------- | --------------- |
| 1      | 6      | Tia Clayton       | JAM Jamaica           | 10,89           | Q               |
| 2      | 4      | Daryll Neita      | GBR Grã-Bretanha      | 10,97           | Q               |
| 3      | 7      | Twanisha Terry    | USA Estados Unidos    | 11,07           | q               |
| 4      | 8      | Gina Lückenkemper | GER Alemanha          | 11,09           |                 |
| 5      | 5      | Audrey Leduc      | CAN Canadá            | 11,10           |                 |
| 6      | 3      | Zoe Hobbs         | NZL Nova Zelândia     | 11,13           |                 |
| 7      | 9      | Delphine Nkansa   | BEL Bélgica           | 11,28           |                 |
| 8      | 2      | Karolína Maňasová | CZE Chéquia           | 11,35           |                 |
| 9      | 1      | Leah Bertrand     | TTO Trinidad e Tobago | 11,37           |                 |
| Fonte: | Fonte: | Fonte:            | Fonte:                | Vento: +0,2 m/s | Vento: +0,2 m/s |

### Final
A final foi realizada em 3 de agosto, começando às 21:20 (UTC+2) da noite.
| Pos. | Raia | Atleta                   | CON                 | Tempo | Notas            |
| ---- | ---- | ------------------------ | ------------------- | ----- | ---------------- |
| 1    | 6    | Julien Alfred            | LCA Santa Lúcia     | 10,72 | Recorde nacional |
| 2    | 7    | Sha'Carri Richardson     | USA Estados Unidos  | 10,87 |                  |
| 3    | 5    | Melissa Jefferson        | USA Estados Unidos  | 10,92 |                  |
| 4    | 8    | Daryll Neita             | GBR Grã-Bretanha    | 10,96 |                  |
| 5    | 9    | Twanisha Terry           | USA Estados Unidos  | 10,97 |                  |
| 6    | 2    | Mujinga Kambundji        | SUI Suíça           | 10,99 |                  |
| 7    | 4    | Tia Clayton              | JAM Jamaica         | 11,04 |                  |
| 8    | 3    | Marie Josée Ta Lou-Smith | CIV Costa do Marfim | 13,84 |                  |

Legenda
| Recorde mundial      | Recorde mundial (World record)               |                       | Recorde africano                      | Recorde africano (African) |                                           | Q | Classificado por posição (Qualified) |
| Recorde olímpico     | Recorde olímpico (Olympic record)            | Recorde da América    | Recorde da América (Americas)         | q                          | Classificado por melhor tempo (Qualified) |   |                                      |
| Melhor marca do ano  | Melhor marca do ano (World leading)          | Recorde asiático      | Recorde asiático (Asian)              | DNS                        | Não largou (Did not start)                |   |                                      |
| Recorde nacional     | Recorde nacional (National record)           | Recorde europeu       | Recorde europeu (European)            | DNF                        | Não terminou (Did not finish)             |   |                                      |
| Recorde pessoal      | Recorde pessoal do atleta (Personal best)    | Recorde da Oceania    | Recorde da Oceania (Oceania)          | DSQ / DQ                   | Desclassificado (Disqualified)            |   |                                      |
| Recorde da temporada | Recorde da temporada do atleta (Season best) | Recorde sul-americano | Recorde sul-americano (South America) | NM                         | Sem marca (No mark)                       |   |                                      |